# Bando de Agana
Agana era el nombre de una de las cuatro demarcaciones territoriales o bandos en las que los aborígenes gomeros tenían dividida la isla de La Gomera ―Canarias, España― cuando llegaron los conquistadores europeos en el siglo XV.

## Etimología
El término Agana aparece en la documentación histórica también con las variantes Agona, Agane y Aguna.
En cuanto a su posible significado, el filólogo Ignacio Reyes lo traduce como 'cuesta, subida' desde un posible vocablo original aganah, mientras que el profesor Juan Álvarez Delgado indica que Agana valdría lo mismo que 'el roque', y que haría alusión al roque Cano. Por su parte, el historiador Dominik Josef Wölfel aporta como voces paralelas en las lenguas bereberes: aggun 'roca', aguni 'depresión del terreno' o 'meseta montañosa', taĝuni 'pared de soporte', gona 'granja' y tagunit 'barranco'.

## Territorio

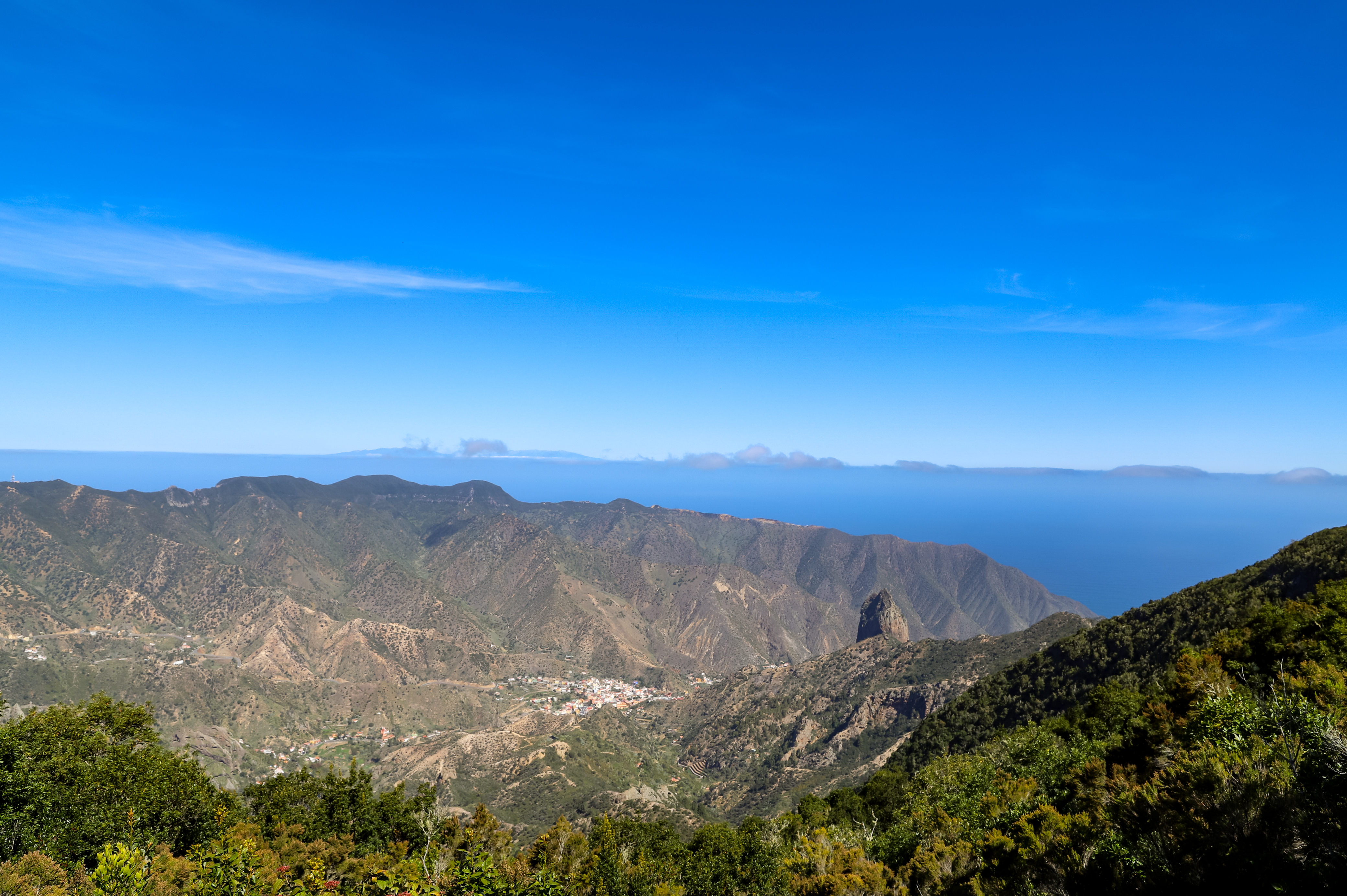
Vista de Vallehermoso.

No existen datos contemporáneos que indiquen los límites de este antiguo bando, basándose la moderna imagen que se tiene a las interpretaciones que hizo a mediados del XX el profesor Juan Álvarez Delgado, indicando algunos autores que «no existe prueba documental suficiente para mantener con rigor la asignación de los nombres de los cuatro cantones o bandos a una realidad geográfica determinada».
Según la interpretación de Álvarez Delgado, Agana se correspondería con el territorio de los modernos municipios de Vallehermoso, exceptuando la zona ubicada al sur de la carretera GM-2, y Agulo. Así, el bando estaría separado del de Orone por la línea de cumbres que se extiende desde el Alto de Garajonay en dirección oeste hasta descender al mar por el Risco de Tejeleche, mientras que del bando de Mulagua lo estaría por el lomo que desde el Garajonay desciende en dirección noreste y separa los barrancos de Hermigua y Agulo.
El bando de Agana abarcaría por tanto una superficie aproximada de unos 92 km².

## Economía y subsistencia
Los antiguos gomeros se dedicaban fundamentalmente a la ganadería y pastoreo, dejando a la agricultura en un plano muy secundario. Había cuatro especies domésticas: la cabra, la oveja, el cerdo y el perro. La recolección vegetal, animal y mineral, terrestre y marina era una actividad suministradora de una parte considerable de la dieta alimenticia y de materias primas para las actividades artesanales.

## Historia
Según la crónica de Juan de Abréu Galindo, Agana surgió tras la división de la isla en cuatro bandos o parcialidades después del fallecimiento del rey Amaluige en fecha próxima a la llegada a Canarias de los conquistadores normandos capitaneados por Jean de Bethencourt en 1402.
A partir de 1424 el bando comenzó a mantener contactos pacíficos con los portugueses al servicio del infante Enrique el Navegante.
Hacia 1450 llegó a La Gomera el castellano Hernán Peraza el Viejo, nuevo señor de las islas, quien logró pactar con el bando de Orone e instalarse en la zona de San Sebastián. A partir de ese momento, y bajo el punto de vista castellano, toda la isla pasó a formar parte del señorío de las islas Canarias. No obstante, Agana se mantuvo aliada con los portugueses, rebelándose continuamente contra Peraza y su gente hasta que en 1454 los portugueses abandonan sus pretensiones a la isla.
A partir de 1477 comienza a gobernar la isla Hernán Peraza el Mozo en nombre de sus padres Inés Peraza y Diego García de Herrera, para convertirse en señor de pleno derecho al año siguiente. Según las crónicas de la conquista conocidas como Matritense y Lacunense, la actitud de Agana con el nuevo señor habría cambiado, ya que se indica que Agana era de los bandos «más amigos suyos, y de quien él más se fiaba».
Hacia 1481 los gomeros de Agana son enviados por Peraza para que apresasen al capitán Juan Rejón, quien había recalado en la costa de Hermigua en su travesía hacia la isla de La Palma. Sin embargo, los gomeros mataron a Rejón, lo que provocó que los Reyes Católicos condenaran a Peraza a participar con los gomeros culpables en la conquista de Gran Canaria en compensación.